# Noć vještica (1978.)
Noć vještica (eng. Halloween) je američki niskobudžetni horor film snimljen 1978. godine, a režirao ga je John Carpenter. Radnja se odvija na noć vještica u Illinoisu. Iako je film niskobudžetni, postigao je ogromnu popularnost te je ukupno zaradio preko 30 milijuna dolara. Film se također smatra kultnim klasikom.

## Radnja
Godine 1963. na noć vještica šestogodišnji dječak Michael Myers ubija svoju stariju sestru mesarskim nožem. Nakon tog događaja ga odvode na psihijatriju. Godine 1978. Michael pobjegne sa psihijatrije u svoje rodno mjesto gdje nastavi ubijati, ali u tome ga sprječavaju doktor Sam Loomis (Donald Pleasence) i Laurie Strode (Jamie Lee Curtis).

## Uloge
- Jamie Lee Curtis kao Laurie Strode
- Donald Pleasence kao doktor Sam Loomis
- Nancy Loomis kao Annie Brackett
- P.J. Soles kao Lynda Van Der Klok
- Brian Andrews kao Tommy Doyle
- Kyle Richards kao Lindsey Wallace
- John Michael Graham kao Bob Simms
- Charles Cyphers kao Sheriff Leigh Brackett
- Sandy Johnson kao Judith Myers
- Tony Moran kao dvadesetrogodišnji Michael Myers
- Will Sandin kao šestogodišnji Michael Myers

## Vanjske poveznice
- halloweenmovies.com
- Noć vještica u internetskoj bazi filmova IMDb-a